# Cratoptera obscurata
Cratoptera obscurata är en fjärilsart som beskrevs av W. Warren 1900. Cratoptera obscurata ingår i släktet Cratoptera och familjen mätare. Inga underarter finns listade i Catalogue of Life.